# دینارآباد (شهریار)
دینارآباد نام قدیم شهرک نماز در بخش مرکزی شهرستان شهریار در استان تهران ایران است. محله ای خوش آب وهوا و ویلایی ساز می باشد. 
براساس سرشماری مرکز آمار ایران در سال ۱۳۸۵، جمعیت آن ۵٬۱۰۹ نفر (۱٬۲۲۹خانوار) بوده‌است.

مختصات جغرافیایی :35.6369413, 51.0790695 